# Pala Chigi
La Pala Chigi è un dipinto a olio su tavola (400x289 cm) di Pietro Perugino, commissionata al pittore nell’agosto del 1502 da Mariano Chigi per l’omonima cappella di famiglia nella chiesa senese di Sant’Agostino. Realizzata qualche anno dopo, tra il 1506 e il 1507, era dotata in origine di una predella con Storie di Cristo, oggi divisa tra il Metropolitan Museum di New York e l'Art Institute of Chicago. 

## Descrizione e stile
La pala mostra la Crocifissione, organizzata, come di consueto per il Perugino, su due registri: uno celeste superiore, dove si vede il Cristo sulla croce, dal corpo fortemente sbalzato anatomicamente, tra angeli, e uno terreno inferiore dove, sullo sfondo di un dolce paesaggio collinare che sfuma in lontananza punteggiato da esili alberelli fronzuti, si trovano i Dolenti tradizionali e una serie di santi legati alla committenza, alla chiesa ed alla cappella in cui l'opera era destinata. Si riconoscono ad esempio a destra san Giovanni Battista e san Girolamo.
Gli angeli sono perfettamente simmetrici e derivano da cartoni di repertorio adattati per l'occasione. In alto, sulla sommità della croce, si vede il simbolo del pellicano, che si strappa le carni per nutrire i suoi figli, mentre a destra e sinistra si vedono il sole e la luna in un cupo cielo tempestoso, secondo l'antica tradizione iconografica dei fenomeni atmosferici che seguirono la morte di Cristo. 
Il pittore più che all'originalità della composizione puntava soprattutto a un'esecuzione impeccabile e di altissima qualità, come è dimostrato dal disegno sottile e preciso, inciso in fase preparatoria forse con la punta d'argento, visibile solo tramite riflettografie all'infrarosso; il colore a olio è corposo e spesso, pur senza venir meno la tipica delicatezza dell'artista. Ogni dettaglio è reso con grande cura ed attentamente studiata è la direzione della luce, con gli effetti che genera nello spessore dei panneggi e nella rifrazione dei colori cangianti.